# Mjösjön (Gladhammars socken, Småland)
Mjösjön är en sjö i Västerviks kommun i Småland och ingår i Storån-Botorpsströmmens kustområde. Sjöns area är 0,065 kvadratkilometer och den befinner sig 34 meter över havet. Vid provfiske har bland annat abborre, braxen, gers och gädda fångats i sjön.

## Fisk
Vid provfiske har följande fisk fångats i sjön:
- Abborre
- Braxen
- Gärs
- Gädda
- Mört
- Sarv